# Андрей Рублёв (фильм)
«Андрей Рублёв» (первоначальное название — «Страсти по Андрею») — историческая философская кинодрама Андрея Тарковского, снятая в 1966 году на киностудии «Мосфильм». В Советском Союзе фильм подвергся жёсткой критике и цензуре за мрачность, излишний натурализм, «антиисторичность» и «антипатриотичность», а также за жестокое обращение с животными. Впоследствии был признан одной из главных работ режиссёра. Входит во многие списки и рейтинги лучших фильмов в истории мирового кино.

## Сюжет
В центре сюжета — жизнь иконописца Андрея Рублёва. Он состоит из вступления и восьми новелл и по времени охватывает первую четверть XV века. Действие последовательно развивается на фоне междоусобного соперничества за власть сыновей Дмитрия Донского — великого князя Василия Дмитриевича и «малого князя» Юрия Дмитриевича, а также на фоне борьбы православного христианства с остатками язычества.

### Часть первая
Конец XIV века. Северо-Восточная Русь. Небольшая группа народных умельцев, несмотря на протесты односельчан, готовится к полёту Ефима на самодельном воздушном шаре. Шар взлетает с колокольни, но воздух из него выходит, и Ефим разбивается.
Скоморох (1400)
Подчинённое Великому княжеству Московскому Дмитровское княжество. Трое православных христианских монахов — Даниил, Кирилл и Андрей Рублёв — покидают Троице-Сергиевую лавру и направляются в Москву. Начинается ливень, и монахи, чтобы переждать непогоду, останавливаются под крышей большого хлева, где даёт представление бродячий языческий артист — скоморох. В своих частушках он высмеивает бояр, а затем насмехается над входящими монахами. Во время отдыха скомороха его задерживают и увозят подъехавшие княжеские дружинники. Монахи после дождя продолжают свой путь.
Феофан Грек (1405)
В Москве Кирилл знакомится с иконописцем мирянином Феофаном Греком — богобоязненным в своих взглядах, но разочарованным в людях. Феофан зовёт Кирилла в помощники для росписи дворового великокняжеского Благовещенского собора, тот принимает предложение, но просит, чтобы Феофан лично позвал его расписывать собор в присутствии Андрея Рублёва. Через некоторое время к монахам в Андроников монастырь прибывает посыльный от Феофана, но вместо ожидающего приглашения Кирилла неожиданно предлагает работу Андрею. Кирилл в порыве зависти и злости уходит из монастыря, поругавшись с настоятелем и обвинив в лицемерии других монахов.
Страсти по Андрею (1406)
Прогуливаясь в московском лесу со своим учеником Фомой, Андрей Рублёв встречает Феофана Грека и вступает с ним в спор о человечестве и тяготах жизни. При этом Андрей мысленно воспроизводит перед своим внутренним взором, в своём времени и окружающей обстановке, события Страстей Христовых и Распятия Христа.
Праздник (1408)
Вместе с наставником Даниилом и другими художниками Рублёв разбивает палатку на берегу реки. Андрей с Фомой, собирая дрова, слышат странные звуки. Андрей идёт на эти звуки и видит, как в глухой деревне отмечают языческий праздник — ночь под Ивана Купалу. Это праздник плоти: следуя древним обрядам, обнажённые юноши и девушки на глазах у художника купаются в реке. Одна из купальщиц пытается соблазнить Андрея, вызвав трепет в душе монаха. На следующее утро Даниил, понимая, что произошло ночью, после недолгих расспросов говорит Андрею: «Твой грех. Твоя совесть. Твои молитвы». И тут они снова становятся свидетелями жестокого нападения княжеских дружинников на язычников.
Страшный суд (1408)
Подчинённое Великому княжеству Московскому Владимирское княжество. Во Владимире Андрей Рублёв возглавляет работу по украшению храма московского и владимирского великого князя Василия Дмитриевича. Андрей наотрез отказывается писать жестокую сцену Страшного суда, так как не хочет запугивать страшными изображениями неграмотных простых прихожан. Данила приказывает читать выдержки из Библии о необходимости строгости к женщинам. Тем временем артель резчиков решает украсить собор брату великого князя Юрию Дмитриевичу в Звенигороде, но презирающий «малого князя» великий князь приказывает своим дружинникам догнать и ослепить ремесленников. Андрей поражён известием об ослеплении артельщиков. Однако, увидев укрывшуюся в храме от дождя и ещё более напуганную наивную местную блаженную дурочку, он всё-таки решает вместо суда написать на стенах храма праздник. Дурочка успокаивается и идёт за Андреем.

### Часть вторая
Набег (1408)
Великое княжество Московское уже двенадцать лет не выплачивает положенную дань в Золотую Орду. Войско золотоордынского полководца темника Едигея совершает карательный поход на Москву. Взяв в помощники подмосковную дружину, а во главе её — «малого князя» Юрия Дмитриевича, затаившего зависть и желание мести «великому» брату, татарский хан («царевич» Талыч) идёт с отрядом в набег на Владимир (в действительности набег состоялся в 1411 году). Разрушив посад, воины заходят во Владимирский кремль, срывают золото с куполов храма, разбив двери, врываются вовнутрь, жестоко убивают и пытают укрывшихся там людей. Иконы Рублёва гибнут под сапогами татар и русских. Андрей, увидев, как один из нападающих, русский, пытается надругаться над блаженной Дурочкой, убивает насильника топором. Пытаясь спастись, погибает Фома. В живых остаются только Андрей и Дурочка. Пережив очередные ужасы окружающей действительности, Андрей Рублёв разочаровывается в людях и решает больше не заниматься иконописью. Ему чудится уже покойный Феофан Грек, которому он исповедуется в грехе убийства единоверца и который, тем не менее, уговаривает Андрея не бросать творчество. Во искупление своего страшного греха Андрей принимает обет молчания.
Молчание (1412)
Андрей Рублёв живет в Андроникове монастыре и соблюдает свой обет молчания, а Данила, по слухам, ушёл на север. При монастыре живет и подросшая блаженная Дурочка. Сюда же, после многолетних тяжких скитаний, снова решил вернуться и больной Кирилл, умоляя игумена принять его в обитель. Тот вроде бы соглашается, но налагает страшную епитимью — 15 раз переписать Священное писание. Заезжий татарский отряд забавляется с монастырскими собаками, бросая им лошадиное мясо, и голодная Дурочка тайком пытается украсть кусок. Один татарский воин подшучивает над Дурочкой и разрешает ей съесть конину. Дурочке нравятся блестящие красивые татарские доспехи и шлемы, и татарин начинает соблазнять Дурочку шлемом и посулами взять её своей восьмой «русской женой». Андрей понимает, что татары хотят увезти Дурочку с собой, и пытается отнять её у них, но она не может уже отказаться и плюёт на Андрея. Он молчит, не смея нарушить свой обет. Татары увозят Дурочку с собой, и Андрей, понимая, что, возможно, её обманут, чтобы позабавиться, жалеет её и в то же время переживает тяжкие минуты неблагодарности от той, которой он спас жизнь. В это время подходит оставшийся в монастыре Кирилл и пытается утешить Андрея.
Колокол (1423)
Московский и владимирский великий князь Василий Дмитриевич даёт указание отлить новый колокол для звонницы храма в разрушенном Суздале. Слуги князя тщетно пытаются отыскать хотя бы кого-то из колокольных мастеров. Единственный, кого им удалось найти, — это Бориска, сын одного из мастеров-литейщиков. По словам юноши, отец перед смертью поведал ему «секрет колокольной меди». Князю не остаётся ничего другого, как поручить неопытному парнишке отливку огромного колокола. Бориска, понимая всю ответственность поставленной задачи, возглавляет работу артели в сотни человек. Сложнейший заказ князя выполнен, и в установленный срок колокол поднят на временную звонницу и проходит испытание. Бориска в слезах признаётся, что отец не передал ему никаких секретов. Андрей Рублёв, ставший свидетелем испытания колокола, наконец нарушает свой обет молчания и успокаивает юношу: «Вот пойдём мы с тобой вместе. Ты колокола лить, я иконы писать. Пойдём в Троицу, пойдём вместе».
Финальные кадры показывают в цвете крупным планом наследие Рублёва — иконы, в том числе звенигородского «Спаса» и знаменитую «Троицу». Завершают фильм кадры пасущихся под дождём лошадей.

## В ролях
| - Анатолий Солоницын — Андрей Рублёв - Иван Лапиков — Кирилл - Николай Гринько — Даниил Чёрный - Николай Сергеев — Феофан Грек - Ирма Рауш — блаженная Дурочка - Николай Бурляев — Бориска Моторин - Юрий Назаров — Великий князь (Василий I Дмитриевич) / «Малый князь» (Юрий Дмитриевич «Звенигородский») - Юрий Никулин — Патрикей, монах-ключарь - Ролан Быков — скоморох - Михаил Кононов — Фома, юный монах - Николай Граббе — Степан, княжеский сотник - Степан Крылов — начальник колокольных литейщиков - Анатолий Обухов — Алексей, монах - Дмитрий Орловский — старый мастер (озвучивает Иван Рыжов) - Николай Глазков — Ефим, летающий мужик | - Игорь Донской — Иисус Христос - Николай Кутузов — старший игумен - Вячеслав Царёв — Андрейка, помощник литейщиков - Нелли Снегина — Марфа, язычница - Болот Бейшеналиев — татарский хан («царевич» Талыч) - Ирина Мирошниченко — Мария Магдалина - Владимир Васильев — монах - Тамара Огородникова — мать Иисуса - Зинаида Воркуль — Мария, странница - Володя Титов — Сергей, мальчик в монастыре - Асанбек (Арсен) Умуралиев — татарин, издевающийся над Дурочкой - Володя Гуськов - Георгий Сочевко - Клара Румянова — дети князя (озвучивание) |

## Съёмочная группа
- Идея: Василий Ливанов
- Авторы сценария: Андрей Кончаловский, Андрей Тарковский
- Режиссёр: Андрей Тарковский
- Оператор-постановщик: Вадим Юсов
- Художник-постановщик: Евгений Черняев; Ипполит Новодерёжкин, Сергей Воронков
- Художник по костюмам: Лидия Нови
- Композитор: Вячеслав Овчинников
- Звукорежиссёр: Инна Зеленцова
- Монтаж: Людмила Фейгинова, Татьяна Егорычева, Ольга Шевкуненко
- Директор картины : Тамара Огородникова
- Консультанты:
  - Владимир Пашуто
  - Савелий Ямщиков — по материальной культуре[9]
  - Мария Мерцалова — по историческому костюму
- Редактор: Лазарь Лазарев

Фильм восстановлен киноконцерном «Мосфильм» в 2004 году. Материалы для восстановления были предоставлены Госфильмофондом России.
- Генеральный продюсер — Карен Шахназаров
- Исполнительный продюсер — Александр Литвинов
- Руководитель работ по восстановлению фильма — Анатолий Петрицкий
- Над восстановлением фильма работали — Павел Дореули, С. Дубков, С. Михайленко, В. Орёл, Л. Языкова

## История создания
Заявку на фильм Тарковский подал в 1961 году, то есть до «Иванова детства». Договор был заключён в 1962 году. 18 декабря 1963 года был принят литературный сценарий, а 24 апреля 1964 года он был запущен в режиссёрскую разработку. На главную роль предварительно был утверждён Станислав Любшин, однако потом Тарковский сделал выбор в пользу Анатолия Солоницына.
Съёмки начались в сентябре 1964 года и завершились в ноябре 1965 года. Редактор фильма Лазарь Лазарев вспоминал о Тарковском во время съёмок фильма:

Я поражался неиссякаемому запасу физических и душевных сил у него, на площадке он был всегда собран, энергичен, ничего не упускал из виду. В нём был столь мощный заряд внутренней энергии, такая самозабвенная одержимость творчеством, что это не могло не заражать, не увлекать за собою работавших вместе с ним, под его началом людей.
Значительная часть фильма снята в Псковской области: в Пскове, Изборске и Печорах. Съёмки проходили и в Суздале, близ Спасо-Евфимиева монастыря. Сцена полёта на воздушном шаре была снята у церкви Покрова на Нерли. Во время съёмок пожара в Успенском соборе во Владимире начался настоящий пожар. Для имитации пожара были подготовлены дымовые шашки, которые следовало положить на металлические подносы с песком. Однако песок на них насыпан не был, и раскалённые дымовые шашки нагрели подносы, от которых загорелись деревянные стропила, и начался настоящий пожар, который вскоре был потушен.
Тарковский планировал включить в фильм новеллу о Куликовской битве с масштабными батальными сценами, но из-за проблем с бюджетом был вынужден отказаться от этого замысла.
Ролан Быков отказался от помощи танцмейстера при подготовке танца скомороха и подготовил его сам. Частушки скомороха в исполнении Быкова и музыка к ним также были написаны им самим. Когда актёр готовился к роли, он изучил вопрос, и оказалось, что подлинные частушки того времени сплошь содержат ненормативную лексику.
В финале фильма Скоморох пытается зарубить топором Андрея Рублева, которого несправедливо считает доносчиком. Быкову такой кровавый финал казался фальшивым, и он пошёл на хитрость — схватил топор, подготовился к нападению и тут же шепнул на ухо Тарковскому: «Послушай, Андрей, Скоморох замахнуться-то замахнулся, а вот ударить не смог…». Тарковский мгновенно оценил находку Ролана и снял сцену в его трактовке.
Анатолий Солоницын молчал четыре месяца, чтобы во время съёмок эпизода снятия обета молчания голос звучал осипшим.
В 1967 году состоялась ограниченная премьера. Фильм вызвал у кинематографического начальства смешанные чувства. Авторов обвинили в пропаганде насилия и жестокости. Фильм был перемонтирован и сокращён. Фактически картина попала «на полку». В ограниченный прокат она вышла в 1971 году. По-настоящему широкая премьера восстановленного фильма состоялась в 1987 году.

## Критика
Фильм стал событием в кинематографическом мире. Впервые в советском кино был представлен эпический взгляд на духовную, религиозную сторону средневековой Руси. Трое главных героев, как бы противопоставленных христианской Троице, демонстрируют столкновение разных по характеру людей, а все события показаны через взгляд протагониста — тёзки режиссёра. Как писала о фильме Майя Туровская, это «огромный кинематографический цикл о жизни и деяниях художника, которые в отличие от социальных утопий способны преобразить мир в гармонию».

Религиозно-философская проблематика фильма насторожила не только советских чиновников от культуры. Например, Александр Солженицын осудил Тарковского за то, что он упростил и исказил духовную атмосферу рублёвского времени, представив произвольную трактовку средневековой истории, о которой известно мало. По мнению писателя, натурализм Тарковского переходит в «несердечность», вместо подлинной христианской духовности через фильм «протянута цепь уродливых жестокостей».
Илья Глазунов писал:

Андрей Рублёв представлен в фильме как современный мечущийся неврастеник, не видящий пути, путающийся в исканиях, тогда как он создал самые гармоничные, пронизанные духовным светом произведения… Создаётся впечатление, что авторы фильма ненавидят не только русскую историю, но и саму русскую землю, где идут дожди, где всегда грязь и слякоть… Словом, этот фильм глубоко антиисторичен и антипатриотичен
Герои фильма изъясняются на современном русском языке, в речи то и дело звучат такие анахроничные для XV века слова, как «артель», «интересно», «материал» и «секрет». Парируя обвинения в искажении исторической реальности, Тарковский обосновывал «отступления от правды археологической и этнографической» стремлением воссоздать картину русского средневековья для современного зрителя таким образом, чтобы оно не превращалось в условную живописную стилизацию с привкусом «памятниковой» музейной экзотики.
Кинокритик Джим Хоберман отмечал высокую плотность звуковой дорожки фильма — где-то на фоне диалогов различимы потрескивание огня, колокольный звон, щебетанье птиц. В камеру постоянно попадают живые существа — дикие гуси, кошка, уж, муравьи. По словам кинокритика, созданный на экране мир настолько переполнен жизнью, что она грозит выплеснуться с экрана в зрительный зал.
Сегодня некоторые авторы объявляют фильм «Андрей Рублёв» примером «православного творчества». Сам Тарковский уходил от прямого ответа на вопрос о его религиозных взглядах и выражал недовольство тем, что западная пресса сближала его размышления о духовной свободе с темой религии или, по его выражению, «церковности». Он говорил, что ему близок пантеизм раннего творчества Довженко.

### Жестокое обращение с животными
В публикациях разных лет сообщалось о случаях жестокого обращения с животными на съёмках. Например, Алиса Аксёнова, директор Владимиро-Суздальского музея-заповедника, на территории которого работала съёмочная группа фильма, утверждала, что на съёмках одной из вырезанных сцен была заживо сожжена корова, в другой сцене татарский воин, эпизодическую роль которого играл рабочий Владимирского мясокомбината, рассёк на скаку шею лошади. В окончательный вариант фильма вошла сцена, в которой лошадь срывается со стены и падает, ломая при этом ноги. В газете «Вечерняя Москва» от 24 декабря 1966 года была опубликована статья, где обсуждался случай с коровой и критиковалась жестокость кинематографистов, хотя ни имя Тарковского, ни название фильма в ней не упоминалось. В ответ Тарковский назвал статью в «Вечерней Москве» «инсинуацией», «чудовищной по своей несправедливой тенденциозности», расценив её как «травлю», и отметил, что лошадь была взята со скотобойни и всё равно вскоре была бы умерщвлена, а корова была накрыта тканью из асбеста и не пострадала. Это заявление режиссёра подтвердила директор картины Тамара Огородникова: «Я присутствовала на съёмке, и всё это было при мне». По её словам, корова была накрыта асбестом и не горела. Однако Аксёнова, которая часто конфликтовала с Тарковским, сказала, что «не надо лукавить» — корова действительно была сожжена заживо. Гораздо позже, в интервью 2012 года, слова Тарковского и Огородниковой подтвердил Вадим Юсов, оператор фильма: «Да, корова горела, но её декорировали специальной асбестовой попоной. Наверное, какие-то ожоги она получила, но ушла с площадки своими ногами».
Станислав Куняев в публикации о Тарковском сослался на разговор с бывшим референтом Брежнева Евгением Самотейкиным, который на вопрос, была ли сожжена корова, ответил, что, конечно, была. Куняев утверждал, что Самотейкин занимался историей с коровой, «жалобы получал, гасил недовольство, усилия прилагал, чтобы в газеты история не попала», и рассказывал, что у Тарковского были кадры, где лошадей сбрасывали с колокольни, и лошади, падая, ломали ноги.
Информация о сожжении живой коровы вызвала негативную реакцию. Например, Кира Муратова заявила, что когда-то ей нравились фильмы Тарковского, но после того как увидела по телевидению вырезанный эпизод с горящей коровой, Тарковский перестал для неё существовать. Юрий Мамин назвал сожжение коровы «крайней жестокостью» и сравнил Тарковского с Раскольниковым, который «считал, что некоторым людям позволено перейти закон». Станислав Куняев посвятил убийству коровы стихотворение «Владимирское шоссе». Однако, по мнению Николая Бурляева, жестокость Тарковского по отношению к животным была оправданной и «диктовалась художественными задачами», так как «нужно показать жестокость, чтобы подвести зрителя к осознанию её бессмысленности».

## Признание
Когда в 2008 году журнал «Сеанс» предложил кинодеятелям России выбрать десять лучших национальных фильмов, 43 из ста опрошенных экспертов включили в свои списки «Андрея Рублёва».
Из 846 опрошенных в 2012 году журналом Sight & Sound кинокритиков 41 включил «Андрея Рублёва» в первую десятку лучших фильмов в истории кино (итоговое 27-е место), из 358 режиссёров 25 упомянули его в числе лучших фильмов (13-е место в итоговом списке).
Входит также в число 250 лучших фильмов по версии сайта Letterboxd.
Фильм получил 36-е из 500 мест в списке величайших фильмов кинематографа журнала Empire.
15-е место в списке лучших фильмов по версии главных режиссёров современности
92-е место в 105 лучших фильмов мирового кино по версии журнала Empire.
Награды
- Приз ФИПРЕССИ МКФ на Каннском кинофестивале 1969 года (демонстрировался вне конкурса)[36].
- Премия французской критики «Приз Леона Муссинака» / «Prix Léon Moussinac»[фр.] (1970) — лучшему иностранному фильму, демонстрировавшемуся на экранах Франции в 1969 году.
- «Хрустальная звезда» / «Étoile de Cristal»[фр.] — премия Французской киноакадемии актрисе Ирме Рауш (Тарковской) — номинация «Лучшая зарубежная актриса», 1970[37].
- Почётный диплом МКФ в Белграде-73.
- Большая премия МКФ фильмов об искусстве и биографических фильмов о художниках в Азоло-73.

## Издания
- DVD и Blu-ray Disc: киновидеообъединение Крупный план — сокращённая 175-минутная версия, DVD Criterion Collection — первоначальная 205-минутная версия под названием «Страсти по Андрею». Сам Тарковский считал окончательной 186-минутную версию[38].

## Прочие сведения
В 1987 году на киностудии «Леннаучфильм» был снят научно-популярный фильм «Андрей Рублёв» (режиссёр Л. Никитина, оператор В. Петров).
В 2017 году в Суздале, вблизи Спасо-Евфимиева монастыря, на берегу реки Каменки на территории Главного туристического комплекса «Суздаль» был установлен памятник режиссёру Андрею Тарковскому и фильму «Андрей Рублёв». Именно там в 1965 году Тарковский снял новеллу «Колокол».
В 2022 году «Мосфильм» отреставрировал режиссёрскую версию фильма («Страсти по Андрею») и включил в неё ранее вырезанные при монтаже сцены и дубли, общий хронометраж новой версии составил 206 минут. Картина опубликована в формате 4K 2160р на официальном YouTube-канале концерна. Телевизионная премьера отреставрированной копии режиссёрской версии фильма, приуроченная к 85-летию Андрея Кончаловского, состоялась в ночь с 19 на 20 августа 2022 года на телеканале «Россия-1». В октябре 2022 года «Страсти по Андрею» вышли в кинотеатральный прокат («Искусство кино»). 
4 апреля 2024 года вышел документальный фильм «Андрей Рублев. Воспоминания о фильме», режиссёром которого стал сын Тарковского, Андрей Андреевич.
В апреле 2025 года режиссёрский сценарий фильма, несколько фотографий со съёмок и рисунки художника фильма Павла Сафонова были проданы на аукционе за 300 тысяч рублей.